# Луганская областная военно-гражданская администрация
Луганская областная государственная администрация (укр. Луганська обласна державна адміністрація) — местная государственная администрация Луганской области Украины. С 5 марта 2015 года — имеет статус Луганской областной военно-гражданской администрации (укр. Луганська обласна військово-цивільна адміністрація).
До начала военного конфликта на востоке Украины располагалась в Луганске. После начала конфликта, с 19 сентября 2014 года по 25 июня 2022 года, областная государственная администрация располагалась в Северодонецке. В здании ОГА в Луганске располагается правительство самопровозглашённой ЛНР.
Председатель Луганской областной государственной администрации назначается на должность и освобождаются от должности Президентом Украины по представлению Кабинета Министров Украины.
Председатель Луганской областной государственной администрации при осуществлении своих полномочий ответственен перед Президентом Украины и Кабинетом министров Украины, подотчётен и подконтролен органам исполнительной власти высшего уровня.

## История

### Председатели
- Эдуард Ахатович Хананов (23 марта 1992 — 18 июня 1994)
- Пётр Александрович Купин (19 июля 1995 — 19 октября 1995)[5][6]
- Геннадий Петрович Фоменко (и. о. с 3 ноября 1995[7], председатель с 8 августа 1996 до 7 апреля 1998 года)[8][9]
- Александр Сергеевич Ефремов (7 апреля 1998 — 27 января 2005)[10][11]
- Алексей Мячеславович Данилов (4 февраля 2005 — 8 ноября 2005)[12][13]
- Геннадий Геннадиевич Москаль (18 ноября 2005 — 26 апреля 2006)[14][15]
- Александр Евгеньевич Кобитев (и. о., 26 апреля 2006 — 15 сентября 2006)
- Александр Николаевич Антипов (15 сентября 2006 — 18 марта 2010)[16][17]
- Валерий Николаевич Голенко (18 марта 2010 — 10 ноября 2010)[18][19]
- Владимир Николаевич Пристюк (10 ноября 2010 — 2 марта 2014)[20][21]
- Михаил Васильевич Болотских (2 марта 2014 — 10 мая 2014)[22][23]
- Ирина Константиновна Веригина (и. о., 10 мая 2014 — 15 сентября 2014)[24][25]
- Геннадий Геннадиевич Москаль (18 сентября 2014 — 15 июля 2015[26][27], с 5 марта 2015 — как глава военно-гражданской администрации)
- Юрий Юрьевич Клименко (и. о., 15 июля 2015 — 22 июля 2015)[28][29]
- Георгий Борисович Тука (22 июля 2015 — 29 апреля 2016)[30][31]
- Юрий Григорьевич Гарбуз (29 апреля 2016 — 22 ноября 2018)[32][33]
- Сергей Александрович Филь (и. о., 22 ноября 2018 — 5 июля 2019)
- Виталий Марьянович Комарницкий (5 июля 2019 — 25 октября 2019)[34][35]
- Сергей Владимирович Гайдай (25 октября 2019 — 15 марта 2023)[36][37]
- Артём Владимирович Лысогор (12 апреля 2023 — 17 апреля 2025)[38][39]
- Алексей Андреевич Харченко (с 17 апреля 2025)[40]

## Структура

### Аппарат
- Организационный отдел
- Отдел кадровой работы
- Юридический отдел
- Общий отдел
- Отдел финансового обеспечения
- Отдел работы с обращениями граждан
- Отдел информационно-компьютерного обеспечения
- Отдел контроля
- Отдел взаимодействия с правоохранительными органами и оборонной работы
- Отдел администрирования Государственного реестра избирателей
- Отдел хозяйственного обеспечения
- Сектор режимно-секретной работы
- Сектор мобилизационной работы
- Сектор по вопросам предотвращения и выявления коррупции
- Сектор внутреннего аудита

### Структурные подразделения
- Департамент экономического управления и торговли
- Департамент социальной защиты населения
- Департамент агропромышленного развития
- Департамент промышленности и энергосбережения
- Департамент финансов
- Департамент жилищно-коммунального хозяйства и строительства
- Департамент образования и науки
- Департамент здравоохранения
- Департамент экологии и природных ресурсов
- Департамент массовых коммуникаций
- Государственный архив
- Служба по делам детей
- Управление по вопросам чрезвычайных ситуаций
- Управление капитального строительства
- Управление культуры, национальностей и религий
- Управление градостроительства и архитектуры
- Управление инфраструктуры и туризма
- Управление молодежи и спорта
- Юридический департамент

## Руководство
- Председатель — Алексей Андреевич Харченко
- Первый заместитель председателя — Алексей Иванович Смирнов
- Заместитель председателя по вопросам агропромышленного развития, земельных и имущественных отношений, экологии — Наталья Анатольевна Романенко
- Заместитель председателя по социальным и гуманитарным вопросам — Екатерина Николаевна Безгинская
- Заместитель председателя по вопросам цифрового развития, цифровых трансформаций и цифровизации — Владимир Анатольевич Чередниченко
- Руководитель аппарата облгосадминистрации — Ирина Николаевна Калинина